# Xenostigma
Xenostigma là một chi bướm đêm thuộc họ Geometridae.